# Mandava
Mandava (německy Mandau) je řeka ve Šluknovské pahorkatině a v Horní Lužici v Sasku. Jako levý přítok Lužické Nisy náleží k povodí Odry.

## Průběh toku
Mandava pramení ve výšce 521 m n. m. západně od Starých Křečan na svahu Ptačího vrchu (562 m) a další prameny vyvěrají na svazích Vlčí hory (591 m). Poté teče jihovýchodním směrem do Rumburka, kde poprvé opouští české území, aby se do Česka po protečení německou obcí Seifhennersdorf opět vrátila. Dále protéká českým Varnsdorfem, kde se do ní vlévá hraniční Zlatý potok, opouští podruhé české území a stáčí se směrem na východ. Ke státní hranici ve Varnsdorfu má délku 21 km, z toho na českém území 16 km, povodí má k tomuto místu plochu 101,7 km² (na území Německa 30,9 km²), průtok pak 1,20 m³/s. Za státní hranicí protéká německým městem Großschönau bezprostředně navazujícím na český Varnsdorf, kde se do ní vlévá pod vrchem Hutberg její největší přítok – potok Lužnička dlouhý 11,95 km. Po dalších přibližně 20 km toku na německém území se vlévá do Lužické Nisy v nadmořské výšce 228 m n. m. v Žitavě. V povodí Mandavy se nachází 252 vodních ploch na území České republiky o celkové výměře 104,22 ha. Největšími vodními plochami v povodí Mandavy jsou Velký rybník, Světlík a Varnsdorfský rybník.

## Bleskové povodně
Ve dnech 7. a 8. srpna 2010 se povodím Mandavy a dalších řek v Ústeckém a Libereckém kraji prohnala tzv. Blesková povodeň. Bezpečnostní rada Ústeckého kraje proto přijala doporučení Povodňové komise ÚK vyhlásit stav nebezpečí, který hejtmanka vyhlásila pro území okresu Děčín na dobu od 7. srpna 2010 od 20:00 hodin do 21. srpna 2010 do 24:00 hodin. Voda v Mandavě ve Varnsdorfu začala kulminovat cca v 17:30 v sobotu 7. srpna 2010, kdy dosáhla svého maxima – tj. 245 cm a průtoku více než 65 m³/s. Povodně si vyžádaly velké škody na majetku a v několika případech i na životech.